# 冤家路窄
《冤家路窄》（英語：Bulletproof）是一部1996年美國警察搭檔動作喜劇片，由厄尼斯特·狄克森執導，戴蒙·韋恩斯及亞當·山德勒領銜主演。講述一名警探帶著將成為證人的罪犯躲避大毒梟的追殺，但身份迂迴的兩人卻因過去的交情而一路上爭吵不休。本片於1996年9月6日美國上映，口碑不佳。
2020年推出DVD首映的續集《冤家路窄2》（Bulletproof 2），兩位主角改由費松·勒夫和柯克·福克斯飾演。

## 劇情
洛杉磯小偷阿奇·莫西為毒梟法蘭克·柯登走私毒品，後者透過賣車來洗錢。莫西不知道好兄弟石頭濟慈實際上是洛杉磯警察局的臥底警察傑克·卡特，石頭濟慈和他成為朋友只為了滲入柯登的幫派。莫西讓卡特加入柯登下一次的毒品運輸行動中，但卡特的身份提前暴露，導致警方和倉庫中與柯登的幫派交火；莫西持槍與卡特對峙的過程中，一架失控的起重機撞到莫西導致意外開火，擊中了卡特的頭部。摩西隨後逃離該州，隨後被發現並被捕。
卡特愛上幫助自己康復的物理治療師崔西·弗林醫生後，奇蹟般地活了下來並完全康復。被拘留的莫西同意為柯登作證，卡特的長官威爾·詹森警監命令他親自將莫西轉移到法庭。在轉移過程中，從上飛機時一路到聯邦調查局的接送，柯登派出手下布雷蘇帶領人馬企圖謀殺莫西。卡特和莫西在逃亡的過程中慢慢地修復了他們的友誼，並成功地回到了卡特的轄區。然而，科登抓了弗林當人質，勒索卡特用莫西換取女友。
在柯登家，卡特和莫西先假裝順從，後從對方的守衛中殺出一條血路。布雷蘇被卡特殺死後，弗林揭曉自己在柯登的名冊上，她負責將卡特和莫西的行蹤洩露給柯登。莫西背後中了一槍救了卡特的命，給了卡特足夠的時間逮捕弗林；莫西隨後射殺了柯登。莫西將作為罪證的名冊交給了卡特，卡特放走了他。莫西前往墨西哥成為一名鬥牛士，卡特和莫西的母親也前來陪伴他。

## 演員
- 戴蒙·韋恩斯飾演阿奇·莫西（Archie Moses）
- 亞當·山德勒飾演傑克·卡特／石頭濟慈（Detective Jack Carter / Rock Keats）
- 詹姆士·范倫鐵諾（英语：James Farentino）飾演威爾·詹森警監（Captain Will Jensen）
- 詹姆士·肯恩飾演法蘭克·柯登（Frank Colton）
- 羅伯特·斯文森（英语：Robert Swenson）飾演布雷蘇（Bledsoe）
- 克麗斯塔·威爾森（英语：Kristen Wilson）飾演崔西·弗林醫生（Dr. Traci Flynn）
- 賴瑞·麥考伊（Larry McCoy）飾演蘇利曼警探（Detective Sulliman）
- 艾倫·卡瓦特（英语：Allen Covert）飾演瓊斯警探（Detective Jones）
- 比爾·努恩（英语：Bill Nunn）飾演緝毒局探員芬屈（DEA Agent Finch）
- 馬克·羅伯茲（英语：Mark Roberts (TV producer)）飾演查爾斯（Charles）
- 山德·貝克利飾演聯邦調查局探員達利·金特里（FBI Agent Darryl Gentry）
- 莫妮卡·波特（英语：Monica Potter）飾演騎自行車的女人

## 外部連結
- 互联网电影数据库（IMDb）上《冤家路窄》的资料（英文）
- 爛番茄上《冤家路窄》的資料（英文）